# SMS Kronprinz Erzherzog Rudolf
Az SMS Kronprinz Erzherzog Rudolf az Osztrák–Magyar Monarchia Kronprinz-osztályú pre-dreadnought csatahajója (Linienschiffe) volt az első világháborúban. A testvérhajója az SMS Kronprinzessin Erzherzogin Stephanie volt.

## Pályafutása
1883. április 23-án I. Ferenc József császár jóváhagyta a Flotta jegyzékéből törölt Salamander páncélos fregatt pótlására épülő hajóegység nevét. Májusban megkezdték az építési helyszín talajának egyengetését. Augusztusban elkezdődött a hajóbordák felállítása. 1884. január 25-én megtörtént a gerincfektetés. Július 7-én a császár meglátogatta az építést. Az acélból készült fartőke és a kormánylapát alkatrészei az esseni Krupp Művektől származtak, míg az orrtőkét a polai Arzenálban gyártották le. A páncéllemezeket a németországi dillingeni Kohó Művek készítette. 1887. július 6-án 10.00-kor Kronprinz Rudolf néven a császár jelenlétében vízrebocsátották. A keresztanya, Erzsébet császárné nevében Marie Therese főhercegnő, Carl Ludwig főherceg hitvese volt. A vendégek között jelen volt még Ferenc Ferdinánd főherceg, továbbá Leopold és Carl Stefan főhercegek is. 1889. július 27. – augusztus 16. között dokkban állt.
1890. június 30-án felszerelték, és a Nyári Gyakorló Hajórajban Johann Hinke ellentengernagy zászlóshajója lett. Július 21-én kifutott Pólából. Egy héttel később a Hajóraj a köd miatt Wight szigete mellett várakozásra kényszerült. Augusztus 5-11. Portsmouth. Részt vett a walesi herceg születésnapi ünnepségén. Az összes hajóparancsnokot meghívták a fogadásra. Augusztus 11-én érintette Cowes-t, ahol a walesi herceg a kíséretével a hajóra látogatott. Augusztus 11-12. Portsmouth. A jobb oldali hajócsavar tengelyének károsodása miatt lecsökkent a sebessége. Augusztus 16-22. Koppenhága, ahol a hajó parancsnokát fogadta a király, másnap pedig a király látogatott a hajóra. Megkoszorúzták a Suenson emlékművet. A tengelyt megvizsgálta egy búvár, és megállapították a dokkolás szükségességét. A továbbiakban csak egy főgéppel hajóztak.
1891. január 5. – június 30. között a Nyári Hajóraj zászlóshajója volt. Június 25-én Lissánál a hajóra szállt I. Ferenc József császár. 1892. április 28-án felszerelték, és a Nyári Hajóraj zászlóshajója volt. Augusztus 22-én kifutott Polából Genova felé a Kolombusz ünnepségekre. Szeptember 3-án a heves hullámzásban megmentettek egy csónakot a 11 főnyi utasával, és az embereket a vihar elcsendesüléséig a hajón tartották. A hajó díszoklevelet kapott a ligúriai Mentőegyesülettől. Szeptember 12-én a hajóra látogatott az olasz király. Szeptember 24-én megérkezett Polába, ahol leszerelték, majd iskolahajóként használták. 1893-ban kicserélték a 12 cm-es lövegeit. Március 25-étől a tisztiiskolás növendékek gyakorlóhajója volt. Április 12-étől Hermann Freiherr von Spaun zászlóshajója. Április 27-én a koronahercegnővel a fedélzetén jelen volt a Kaiserin und Königin Maria Theresia vízrebocsátásánál.
1895. március 31. – szeptember 15. között a Hajóraj Nehézhajó Divíziójának a zászlóshajója volt. Május 10- én a császár a hajóról szemlélte meg a Fasana előtt végrehajtott flottagyakorlatot. Szeptemberben az 1-es kategóriájú Tartalékba helyezték. Szeptemberben az 1-es kategóriájú Tartalékba helyezték. 1896-ban megjavították a kazánjait, továbbá kihúzták és újra központosították a hajócsavar tengelyeit. 1899-ben Vergarollában állt kikötve. Kiegészítésképpen 4 db 4,7 cm/L44-es gyorstüzelő löveget szereltek fel rá, illetve kapott egy 20 KW-os áramfejlesztőt. 1902-ben átépítették. Lengéscsillapító bordákat és vízmentes rekeszfalakat kapott. 1906. január 24-én császári jóváhagyással törölték a Flotta aktív hajóinak jegyzékéből és helyi védelmi feladatra osztották be. A 3,7 cm-es gyorstüzelő lövegeket 4,7 cm/L44-es gyorstüzelő lövegekkel váltották fel.
1910. június 16-án a Cattarói-öbölbe, Kumborba helyezték át állomáshajónak. 1911-től Kumborban állomásozott. 1914. november 29-én tüzet nyitott egy, a Cattarói öbölbe behatolt tengeralattjáróra. December 11-én 4 lövést adott le a montenegrói állásokra. 1915. január 31-én egy ellenséges tengeralattjáróra tüzelt. 1916-ban Porto Rose-ba került a II. aknászparancsnokság alárendeltségébe. 1918. február 1-jén részt vett a cattarói matrózlázadásban. Elhagyta a horgonyzóhelyét, hogy csatlakozzon a fellázadt hajókhoz, de közben a parti ütegek tűz alá vették. A hajó közepét találat érte és a parancsnoki hídon lévők közül többen meghaltak, közöttük az egyik vezető, Sagner tüzéraltiszt. Az aknazárnál egy akna felrobbant, amitől további 7 ember halt meg. Az Afrika kórházhajó mellett vetett horgonyt, amelyre átadták a sebesülteket, majd másnap megadta magát.
1919 januárjában a délszláv személyi állomány lakóhajója lett. 1921. április 3-án átvette a jugoszláv Haditengerészet és Kumbor névre keresztelte át. 1922-ben a van Wienen alkusz közvetítésével megvásárolta lebontásra egy holland vállalat, és elvontatták a Cattarói-öbölből.